# Pavel Kubina
Pavel Kubina, född 15 april 1977 i Čeladná i Tjeckoslovakien, är en tjeckisk professionell ishockeyback som för närvarande spelar för Philadelphia Flyers i NHL. Han har tidigare spelat för Tampa Bay Lightning (vilket var det lag som han vann Stanley Cup med 2004) och Toronto Maple Leafs. Kubina anses vara en pålitlig offensiv försvare då han i ett flertal säsonger mäktat med över 40 poäng. Han har även representerat det tjeckiska ishockeylandslaget vid ett flertal tillfällen, bland annat vid OS i Turin 2006, då Tjeckien tog brons.